# Paul Gerd Guderian
Paul Gerd Guderian (eigentlich Gerhard Guderian; * 30. April 1896 in Deutsch Lissa; † 1. September 1923 in Bad Oeynhausen) war ein deutscher Kunstmaler und Kostümbildner.

## Leben und Wirken
Der Sohn des Gymnasiallehrers Paul Guderian und dessen Frau Elise, geb. Lützow, wuchs in Berlin und Bad Oeynhausen auf. Nachdem er die Unterrichtsanstalt des Kunstgewerbemuseums Berlin absolviert hatte, war er zunächst als Bühnenmaler an einem Hoftheater angestellt, wechselte aber bald ins Atelier von Emil Orlik. Guderian spezialisierte sich auf Kulissen sowie Kostüme und zeichnete Entwürfe zu etlichen Theaterstücken (Der Sturm, Clavigo, Judith, Woyzeck, Die Wupper u. a.). Seine Werke bewegen sich im Spannungsfeld von Naturalismus, Expressionismus und Art déco.
1922 stieß der junge Schlesier zum Stummfilm, als er von Fritz Lang für das zweiteilige Filmepos Die Nibelungen verpflichtet wurde. Da Guderian während der Dreharbeiten an Tuberkulose erkrankte, wurden seine Kostümentwürfe von Heinrich Umlauff und Aenne Willkomm fertiggestellt und realisiert. Parallel zu den Nibelungen hatte Guderian auch an Arthur von Gerlachs Storm-Verfilmung Zur Chronik von Grieshuus gearbeitet, sein Schaffen wurde jedoch durch seinen frühen Tod beendet: Paul Gerd Guderian starb 1923 im Alter von nur 27 Jahren bei seinen Eltern in Bad Oeynhausen, wo er auf dem städtischen Friedhof beigesetzt wurde.

## Filmografie
- 1922/24: Die Nibelungen (2 Teile)
- 1925: Zur Chronik von Grieshuus